# Peter Meuris
Peter Meuris is een Nederlandse drummer. 
Meuris speelde live en op de plaat bij verschillende Nederlandse bands en gezelschappen, zoals The Tapes eind jaren 1970 en begin jaren 1980, het Mathilde Santing-ensemble midden jaren 1980 en de Nits in de jaren 1990. Hij liet ook vaak zijn vaardigheid op andere instrumenten zien bij deze bands.
Meuris leerde Nits-drummer Rob Kloet kennen tijdens een gezamenlijke tournee in 1979. Dit vormde de basis om Meuris te vragen om in 1992 bij de Nits te komen als extra muzikant om zo het zeer op percussie gerichte Nits album Ting beter ten gehore te kunnen brengen op het podium. Meuris bleef tot en met 1996 bij de Nits. In 2000 trad hij eenmalig weer met de band op voor de opnames van de DVD Wool. Ook nam hij deel aan de eerste Nits Conventie later dat jaar en de tweede in 2005 en deelde wederom het podium met verschillende Nits-leden. 
Meuris is in de jaren 1990 enige jaren partner geweest van zangeres Astrid Seriese met wie hij enkele cd's maakte. Naast het muzikantschap heeft hij een aantal jaren met zijn houten zeilschip gecharterd.